# Patterns II
Patterns II è un gioco di carta e matita inventato da Sid Sackson e descritto nel libro A Gamut of Games. Il nome deriva dal fatto che un gioco di carte denominato "Pattern" è già trattato nel libro.

## Regolamento e punteggio
Uno dei giocatori disegna, su una griglia quadrata composta da 6 celle per lato, un "pattern" segreto composto da massimo quattro simboli. Gli altri giocatori possono interrogare il creatore del pattern per scoprire il simbolo presente su una singola cella. Una volta effettuate le richieste, i giocatori propongono la loro possibile soluzione che corrisponde al pattern disegnato. Vengono quindi assegnati i punteggi nel seguente modo:
- ogni cella richiesta vale 0 punti;
- ogni cella corretta vale 1 punto;
- ogni cella errata vale -1 punto.

Il giocatore può rifiutarsi di proporre la sua soluzione. In quel caso ottiene 0 punti.
Il disegnatore del pattern ottiene un punteggio pari al doppio della differenza del massimo e del minimo dei punteggi, sottratti 10 punti per ogni giocatore ritirato (eccetto il primo, che porta ad un malus di soli 5 punti).